# 렌 와이즈먼

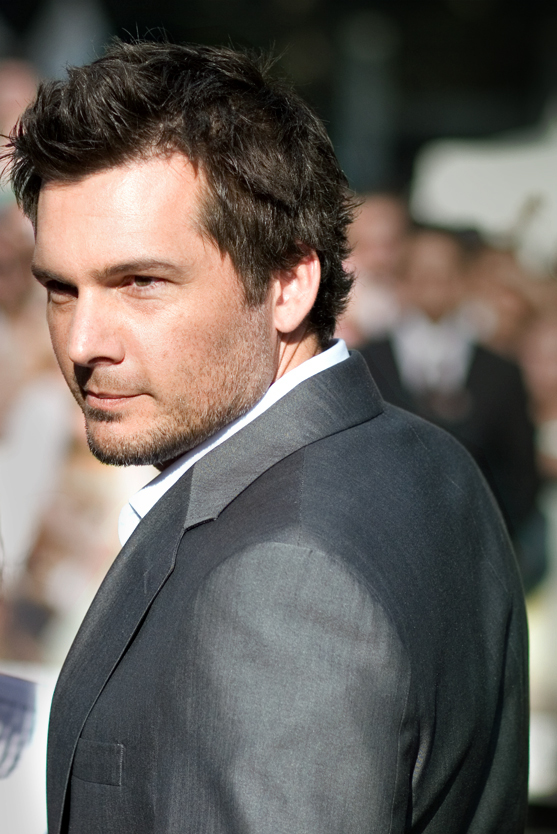
렌 와이즈먼

렌 와이즈먼(Len Wiseman, 1973년 3월 4일 ~ )은 미국의 영화 감독이다.

## 필모그래피
- 언더월드 (2003) - 감독
- 언더월드 2 - 에볼루션 (2006) - 감독
- 다이 하드 4.0 (2007) - 감독
- 언더월드: 라이칸의 반란 (2009) - 제작
- 언더월드 4: 어웨이크닝 (2012) - 제작
- 토탈 리콜 (2012) - 감독
- 슬리피 할로우 (2013-2017) - 제작